# Черіані цикл
Цикл Черіані — ідея в шаховій композиції ортодоксального жанру. Суть ідеї — циклічне чергування вступних ходів і матів у трьох або більше фазах при одних і тих же захистах чорних.

## Історія
Цю ідею запропонував італійський шаховий композитор Луїджі Черіані  (23.01.1894 — 08.09.1969). Ця ідея по суті є циклічною формою теми Салазара.
В ортодоксальній задачі ідея може бути виражена тільки з використанням в одній із фаз шаху на першому ході. В першій фазі є вступний хід A, на захист чорних а виникає мат В, в другій фазі — на вступний хід В виникає на захист а мат С, і в наступній фазі — на вступний хід С на захист чорних а виникає мат А, цикл замкнувся.
Ідея дістала назву — цикл Черіані, в деяких друкованих джерелах ця ідея іменується, як цикл Салазара.
Алгоритм вираження циклу:
1.A?
1. ... а 2. В #, 1. ... х!
1.В?
1. ... а 2. С #, 1. ... у!
1.C!
1. ... а 2. А #
|   | a | b | c | d | e | f | g | h |   |
| 8 | a8 білий слон · d7 білий пішак · e7 чорна тура · h7 чорний ферзь · g6 білий ферзь · h5 чорний пішак · c4 білий пішак · d4 біла тура · e4 чорний слон · f4 білий пішак · h4 білий король · a3 біла тура · c3 білий слон · e3 чорний король · h3 білий кінь · b2 білий пішак · e2 чорний пішак · g2 чорний пішак · c1 чорний слон · e1 чорна тура · h1 чорний кінь | a8 білий слон · d7 білий пішак · e7 чорна тура · h7 чорний ферзь · g6 білий ферзь · h5 чорний пішак · c4 білий пішак · d4 біла тура · e4 чорний слон · f4 білий пішак · h4 білий король · a3 біла тура · c3 білий слон · e3 чорний король · h3 білий кінь · b2 білий пішак · e2 чорний пішак · g2 чорний пішак · c1 чорний слон · e1 чорна тура · h1 чорний кінь | a8 білий слон · d7 білий пішак · e7 чорна тура · h7 чорний ферзь · g6 білий ферзь · h5 чорний пішак · c4 білий пішак · d4 біла тура · e4 чорний слон · f4 білий пішак · h4 білий король · a3 біла тура · c3 білий слон · e3 чорний король · h3 білий кінь · b2 білий пішак · e2 чорний пішак · g2 чорний пішак · c1 чорний слон · e1 чорна тура · h1 чорний кінь | a8 білий слон · d7 білий пішак · e7 чорна тура · h7 чорний ферзь · g6 білий ферзь · h5 чорний пішак · c4 білий пішак · d4 біла тура · e4 чорний слон · f4 білий пішак · h4 білий король · a3 біла тура · c3 білий слон · e3 чорний король · h3 білий кінь · b2 білий пішак · e2 чорний пішак · g2 чорний пішак · c1 чорний слон · e1 чорна тура · h1 чорний кінь | a8 білий слон · d7 білий пішак · e7 чорна тура · h7 чорний ферзь · g6 білий ферзь · h5 чорний пішак · c4 білий пішак · d4 біла тура · e4 чорний слон · f4 білий пішак · h4 білий король · a3 біла тура · c3 білий слон · e3 чорний король · h3 білий кінь · b2 білий пішак · e2 чорний пішак · g2 чорний пішак · c1 чорний слон · e1 чорна тура · h1 чорний кінь | a8 білий слон · d7 білий пішак · e7 чорна тура · h7 чорний ферзь · g6 білий ферзь · h5 чорний пішак · c4 білий пішак · d4 біла тура · e4 чорний слон · f4 білий пішак · h4 білий король · a3 біла тура · c3 білий слон · e3 чорний король · h3 білий кінь · b2 білий пішак · e2 чорний пішак · g2 чорний пішак · c1 чорний слон · e1 чорна тура · h1 чорний кінь | a8 білий слон · d7 білий пішак · e7 чорна тура · h7 чорний ферзь · g6 білий ферзь · h5 чорний пішак · c4 білий пішак · d4 біла тура · e4 чорний слон · f4 білий пішак · h4 білий король · a3 біла тура · c3 білий слон · e3 чорний король · h3 білий кінь · b2 білий пішак · e2 чорний пішак · g2 чорний пішак · c1 чорний слон · e1 чорна тура · h1 чорний кінь | a8 білий слон · d7 білий пішак · e7 чорна тура · h7 чорний ферзь · g6 білий ферзь · h5 чорний пішак · c4 білий пішак · d4 біла тура · e4 чорний слон · f4 білий пішак · h4 білий король · a3 біла тура · c3 білий слон · e3 чорний король · h3 білий кінь · b2 білий пішак · e2 чорний пішак · g2 чорний пішак · c1 чорний слон · e1 чорна тура · h1 чорний кінь | 8 |
| 7 | a8 білий слон · d7 білий пішак · e7 чорна тура · h7 чорний ферзь · g6 білий ферзь · h5 чорний пішак · c4 білий пішак · d4 біла тура · e4 чорний слон · f4 білий пішак · h4 білий король · a3 біла тура · c3 білий слон · e3 чорний король · h3 білий кінь · b2 білий пішак · e2 чорний пішак · g2 чорний пішак · c1 чорний слон · e1 чорна тура · h1 чорний кінь | a8 білий слон · d7 білий пішак · e7 чорна тура · h7 чорний ферзь · g6 білий ферзь · h5 чорний пішак · c4 білий пішак · d4 біла тура · e4 чорний слон · f4 білий пішак · h4 білий король · a3 біла тура · c3 білий слон · e3 чорний король · h3 білий кінь · b2 білий пішак · e2 чорний пішак · g2 чорний пішак · c1 чорний слон · e1 чорна тура · h1 чорний кінь | a8 білий слон · d7 білий пішак · e7 чорна тура · h7 чорний ферзь · g6 білий ферзь · h5 чорний пішак · c4 білий пішак · d4 біла тура · e4 чорний слон · f4 білий пішак · h4 білий король · a3 біла тура · c3 білий слон · e3 чорний король · h3 білий кінь · b2 білий пішак · e2 чорний пішак · g2 чорний пішак · c1 чорний слон · e1 чорна тура · h1 чорний кінь | a8 білий слон · d7 білий пішак · e7 чорна тура · h7 чорний ферзь · g6 білий ферзь · h5 чорний пішак · c4 білий пішак · d4 біла тура · e4 чорний слон · f4 білий пішак · h4 білий король · a3 біла тура · c3 білий слон · e3 чорний король · h3 білий кінь · b2 білий пішак · e2 чорний пішак · g2 чорний пішак · c1 чорний слон · e1 чорна тура · h1 чорний кінь | a8 білий слон · d7 білий пішак · e7 чорна тура · h7 чорний ферзь · g6 білий ферзь · h5 чорний пішак · c4 білий пішак · d4 біла тура · e4 чорний слон · f4 білий пішак · h4 білий король · a3 біла тура · c3 білий слон · e3 чорний король · h3 білий кінь · b2 білий пішак · e2 чорний пішак · g2 чорний пішак · c1 чорний слон · e1 чорна тура · h1 чорний кінь | a8 білий слон · d7 білий пішак · e7 чорна тура · h7 чорний ферзь · g6 білий ферзь · h5 чорний пішак · c4 білий пішак · d4 біла тура · e4 чорний слон · f4 білий пішак · h4 білий король · a3 біла тура · c3 білий слон · e3 чорний король · h3 білий кінь · b2 білий пішак · e2 чорний пішак · g2 чорний пішак · c1 чорний слон · e1 чорна тура · h1 чорний кінь | a8 білий слон · d7 білий пішак · e7 чорна тура · h7 чорний ферзь · g6 білий ферзь · h5 чорний пішак · c4 білий пішак · d4 біла тура · e4 чорний слон · f4 білий пішак · h4 білий король · a3 біла тура · c3 білий слон · e3 чорний король · h3 білий кінь · b2 білий пішак · e2 чорний пішак · g2 чорний пішак · c1 чорний слон · e1 чорна тура · h1 чорний кінь | a8 білий слон · d7 білий пішак · e7 чорна тура · h7 чорний ферзь · g6 білий ферзь · h5 чорний пішак · c4 білий пішак · d4 біла тура · e4 чорний слон · f4 білий пішак · h4 білий король · a3 біла тура · c3 білий слон · e3 чорний король · h3 білий кінь · b2 білий пішак · e2 чорний пішак · g2 чорний пішак · c1 чорний слон · e1 чорна тура · h1 чорний кінь | 7 |
| 6 | a8 білий слон · d7 білий пішак · e7 чорна тура · h7 чорний ферзь · g6 білий ферзь · h5 чорний пішак · c4 білий пішак · d4 біла тура · e4 чорний слон · f4 білий пішак · h4 білий король · a3 біла тура · c3 білий слон · e3 чорний король · h3 білий кінь · b2 білий пішак · e2 чорний пішак · g2 чорний пішак · c1 чорний слон · e1 чорна тура · h1 чорний кінь | a8 білий слон · d7 білий пішак · e7 чорна тура · h7 чорний ферзь · g6 білий ферзь · h5 чорний пішак · c4 білий пішак · d4 біла тура · e4 чорний слон · f4 білий пішак · h4 білий король · a3 біла тура · c3 білий слон · e3 чорний король · h3 білий кінь · b2 білий пішак · e2 чорний пішак · g2 чорний пішак · c1 чорний слон · e1 чорна тура · h1 чорний кінь | a8 білий слон · d7 білий пішак · e7 чорна тура · h7 чорний ферзь · g6 білий ферзь · h5 чорний пішак · c4 білий пішак · d4 біла тура · e4 чорний слон · f4 білий пішак · h4 білий король · a3 біла тура · c3 білий слон · e3 чорний король · h3 білий кінь · b2 білий пішак · e2 чорний пішак · g2 чорний пішак · c1 чорний слон · e1 чорна тура · h1 чорний кінь | a8 білий слон · d7 білий пішак · e7 чорна тура · h7 чорний ферзь · g6 білий ферзь · h5 чорний пішак · c4 білий пішак · d4 біла тура · e4 чорний слон · f4 білий пішак · h4 білий король · a3 біла тура · c3 білий слон · e3 чорний король · h3 білий кінь · b2 білий пішак · e2 чорний пішак · g2 чорний пішак · c1 чорний слон · e1 чорна тура · h1 чорний кінь | a8 білий слон · d7 білий пішак · e7 чорна тура · h7 чорний ферзь · g6 білий ферзь · h5 чорний пішак · c4 білий пішак · d4 біла тура · e4 чорний слон · f4 білий пішак · h4 білий король · a3 біла тура · c3 білий слон · e3 чорний король · h3 білий кінь · b2 білий пішак · e2 чорний пішак · g2 чорний пішак · c1 чорний слон · e1 чорна тура · h1 чорний кінь | a8 білий слон · d7 білий пішак · e7 чорна тура · h7 чорний ферзь · g6 білий ферзь · h5 чорний пішак · c4 білий пішак · d4 біла тура · e4 чорний слон · f4 білий пішак · h4 білий король · a3 біла тура · c3 білий слон · e3 чорний король · h3 білий кінь · b2 білий пішак · e2 чорний пішак · g2 чорний пішак · c1 чорний слон · e1 чорна тура · h1 чорний кінь | a8 білий слон · d7 білий пішак · e7 чорна тура · h7 чорний ферзь · g6 білий ферзь · h5 чорний пішак · c4 білий пішак · d4 біла тура · e4 чорний слон · f4 білий пішак · h4 білий король · a3 біла тура · c3 білий слон · e3 чорний король · h3 білий кінь · b2 білий пішак · e2 чорний пішак · g2 чорний пішак · c1 чорний слон · e1 чорна тура · h1 чорний кінь | a8 білий слон · d7 білий пішак · e7 чорна тура · h7 чорний ферзь · g6 білий ферзь · h5 чорний пішак · c4 білий пішак · d4 біла тура · e4 чорний слон · f4 білий пішак · h4 білий король · a3 біла тура · c3 білий слон · e3 чорний король · h3 білий кінь · b2 білий пішак · e2 чорний пішак · g2 чорний пішак · c1 чорний слон · e1 чорна тура · h1 чорний кінь | 6 |
| 5 | a8 білий слон · d7 білий пішак · e7 чорна тура · h7 чорний ферзь · g6 білий ферзь · h5 чорний пішак · c4 білий пішак · d4 біла тура · e4 чорний слон · f4 білий пішак · h4 білий король · a3 біла тура · c3 білий слон · e3 чорний король · h3 білий кінь · b2 білий пішак · e2 чорний пішак · g2 чорний пішак · c1 чорний слон · e1 чорна тура · h1 чорний кінь | a8 білий слон · d7 білий пішак · e7 чорна тура · h7 чорний ферзь · g6 білий ферзь · h5 чорний пішак · c4 білий пішак · d4 біла тура · e4 чорний слон · f4 білий пішак · h4 білий король · a3 біла тура · c3 білий слон · e3 чорний король · h3 білий кінь · b2 білий пішак · e2 чорний пішак · g2 чорний пішак · c1 чорний слон · e1 чорна тура · h1 чорний кінь | a8 білий слон · d7 білий пішак · e7 чорна тура · h7 чорний ферзь · g6 білий ферзь · h5 чорний пішак · c4 білий пішак · d4 біла тура · e4 чорний слон · f4 білий пішак · h4 білий король · a3 біла тура · c3 білий слон · e3 чорний король · h3 білий кінь · b2 білий пішак · e2 чорний пішак · g2 чорний пішак · c1 чорний слон · e1 чорна тура · h1 чорний кінь | a8 білий слон · d7 білий пішак · e7 чорна тура · h7 чорний ферзь · g6 білий ферзь · h5 чорний пішак · c4 білий пішак · d4 біла тура · e4 чорний слон · f4 білий пішак · h4 білий король · a3 біла тура · c3 білий слон · e3 чорний король · h3 білий кінь · b2 білий пішак · e2 чорний пішак · g2 чорний пішак · c1 чорний слон · e1 чорна тура · h1 чорний кінь | a8 білий слон · d7 білий пішак · e7 чорна тура · h7 чорний ферзь · g6 білий ферзь · h5 чорний пішак · c4 білий пішак · d4 біла тура · e4 чорний слон · f4 білий пішак · h4 білий король · a3 біла тура · c3 білий слон · e3 чорний король · h3 білий кінь · b2 білий пішак · e2 чорний пішак · g2 чорний пішак · c1 чорний слон · e1 чорна тура · h1 чорний кінь | a8 білий слон · d7 білий пішак · e7 чорна тура · h7 чорний ферзь · g6 білий ферзь · h5 чорний пішак · c4 білий пішак · d4 біла тура · e4 чорний слон · f4 білий пішак · h4 білий король · a3 біла тура · c3 білий слон · e3 чорний король · h3 білий кінь · b2 білий пішак · e2 чорний пішак · g2 чорний пішак · c1 чорний слон · e1 чорна тура · h1 чорний кінь | a8 білий слон · d7 білий пішак · e7 чорна тура · h7 чорний ферзь · g6 білий ферзь · h5 чорний пішак · c4 білий пішак · d4 біла тура · e4 чорний слон · f4 білий пішак · h4 білий король · a3 біла тура · c3 білий слон · e3 чорний король · h3 білий кінь · b2 білий пішак · e2 чорний пішак · g2 чорний пішак · c1 чорний слон · e1 чорна тура · h1 чорний кінь | a8 білий слон · d7 білий пішак · e7 чорна тура · h7 чорний ферзь · g6 білий ферзь · h5 чорний пішак · c4 білий пішак · d4 біла тура · e4 чорний слон · f4 білий пішак · h4 білий король · a3 біла тура · c3 білий слон · e3 чорний король · h3 білий кінь · b2 білий пішак · e2 чорний пішак · g2 чорний пішак · c1 чорний слон · e1 чорна тура · h1 чорний кінь | 5 |
| 4 | a8 білий слон · d7 білий пішак · e7 чорна тура · h7 чорний ферзь · g6 білий ферзь · h5 чорний пішак · c4 білий пішак · d4 біла тура · e4 чорний слон · f4 білий пішак · h4 білий король · a3 біла тура · c3 білий слон · e3 чорний король · h3 білий кінь · b2 білий пішак · e2 чорний пішак · g2 чорний пішак · c1 чорний слон · e1 чорна тура · h1 чорний кінь | a8 білий слон · d7 білий пішак · e7 чорна тура · h7 чорний ферзь · g6 білий ферзь · h5 чорний пішак · c4 білий пішак · d4 біла тура · e4 чорний слон · f4 білий пішак · h4 білий король · a3 біла тура · c3 білий слон · e3 чорний король · h3 білий кінь · b2 білий пішак · e2 чорний пішак · g2 чорний пішак · c1 чорний слон · e1 чорна тура · h1 чорний кінь | a8 білий слон · d7 білий пішак · e7 чорна тура · h7 чорний ферзь · g6 білий ферзь · h5 чорний пішак · c4 білий пішак · d4 біла тура · e4 чорний слон · f4 білий пішак · h4 білий король · a3 біла тура · c3 білий слон · e3 чорний король · h3 білий кінь · b2 білий пішак · e2 чорний пішак · g2 чорний пішак · c1 чорний слон · e1 чорна тура · h1 чорний кінь | a8 білий слон · d7 білий пішак · e7 чорна тура · h7 чорний ферзь · g6 білий ферзь · h5 чорний пішак · c4 білий пішак · d4 біла тура · e4 чорний слон · f4 білий пішак · h4 білий король · a3 біла тура · c3 білий слон · e3 чорний король · h3 білий кінь · b2 білий пішак · e2 чорний пішак · g2 чорний пішак · c1 чорний слон · e1 чорна тура · h1 чорний кінь | a8 білий слон · d7 білий пішак · e7 чорна тура · h7 чорний ферзь · g6 білий ферзь · h5 чорний пішак · c4 білий пішак · d4 біла тура · e4 чорний слон · f4 білий пішак · h4 білий король · a3 біла тура · c3 білий слон · e3 чорний король · h3 білий кінь · b2 білий пішак · e2 чорний пішак · g2 чорний пішак · c1 чорний слон · e1 чорна тура · h1 чорний кінь | a8 білий слон · d7 білий пішак · e7 чорна тура · h7 чорний ферзь · g6 білий ферзь · h5 чорний пішак · c4 білий пішак · d4 біла тура · e4 чорний слон · f4 білий пішак · h4 білий король · a3 біла тура · c3 білий слон · e3 чорний король · h3 білий кінь · b2 білий пішак · e2 чорний пішак · g2 чорний пішак · c1 чорний слон · e1 чорна тура · h1 чорний кінь | a8 білий слон · d7 білий пішак · e7 чорна тура · h7 чорний ферзь · g6 білий ферзь · h5 чорний пішак · c4 білий пішак · d4 біла тура · e4 чорний слон · f4 білий пішак · h4 білий король · a3 біла тура · c3 білий слон · e3 чорний король · h3 білий кінь · b2 білий пішак · e2 чорний пішак · g2 чорний пішак · c1 чорний слон · e1 чорна тура · h1 чорний кінь | a8 білий слон · d7 білий пішак · e7 чорна тура · h7 чорний ферзь · g6 білий ферзь · h5 чорний пішак · c4 білий пішак · d4 біла тура · e4 чорний слон · f4 білий пішак · h4 білий король · a3 біла тура · c3 білий слон · e3 чорний король · h3 білий кінь · b2 білий пішак · e2 чорний пішак · g2 чорний пішак · c1 чорний слон · e1 чорна тура · h1 чорний кінь | 4 |
| 3 | a8 білий слон · d7 білий пішак · e7 чорна тура · h7 чорний ферзь · g6 білий ферзь · h5 чорний пішак · c4 білий пішак · d4 біла тура · e4 чорний слон · f4 білий пішак · h4 білий король · a3 біла тура · c3 білий слон · e3 чорний король · h3 білий кінь · b2 білий пішак · e2 чорний пішак · g2 чорний пішак · c1 чорний слон · e1 чорна тура · h1 чорний кінь | a8 білий слон · d7 білий пішак · e7 чорна тура · h7 чорний ферзь · g6 білий ферзь · h5 чорний пішак · c4 білий пішак · d4 біла тура · e4 чорний слон · f4 білий пішак · h4 білий король · a3 біла тура · c3 білий слон · e3 чорний король · h3 білий кінь · b2 білий пішак · e2 чорний пішак · g2 чорний пішак · c1 чорний слон · e1 чорна тура · h1 чорний кінь | a8 білий слон · d7 білий пішак · e7 чорна тура · h7 чорний ферзь · g6 білий ферзь · h5 чорний пішак · c4 білий пішак · d4 біла тура · e4 чорний слон · f4 білий пішак · h4 білий король · a3 біла тура · c3 білий слон · e3 чорний король · h3 білий кінь · b2 білий пішак · e2 чорний пішак · g2 чорний пішак · c1 чорний слон · e1 чорна тура · h1 чорний кінь | a8 білий слон · d7 білий пішак · e7 чорна тура · h7 чорний ферзь · g6 білий ферзь · h5 чорний пішак · c4 білий пішак · d4 біла тура · e4 чорний слон · f4 білий пішак · h4 білий король · a3 біла тура · c3 білий слон · e3 чорний король · h3 білий кінь · b2 білий пішак · e2 чорний пішак · g2 чорний пішак · c1 чорний слон · e1 чорна тура · h1 чорний кінь | a8 білий слон · d7 білий пішак · e7 чорна тура · h7 чорний ферзь · g6 білий ферзь · h5 чорний пішак · c4 білий пішак · d4 біла тура · e4 чорний слон · f4 білий пішак · h4 білий король · a3 біла тура · c3 білий слон · e3 чорний король · h3 білий кінь · b2 білий пішак · e2 чорний пішак · g2 чорний пішак · c1 чорний слон · e1 чорна тура · h1 чорний кінь | a8 білий слон · d7 білий пішак · e7 чорна тура · h7 чорний ферзь · g6 білий ферзь · h5 чорний пішак · c4 білий пішак · d4 біла тура · e4 чорний слон · f4 білий пішак · h4 білий король · a3 біла тура · c3 білий слон · e3 чорний король · h3 білий кінь · b2 білий пішак · e2 чорний пішак · g2 чорний пішак · c1 чорний слон · e1 чорна тура · h1 чорний кінь | a8 білий слон · d7 білий пішак · e7 чорна тура · h7 чорний ферзь · g6 білий ферзь · h5 чорний пішак · c4 білий пішак · d4 біла тура · e4 чорний слон · f4 білий пішак · h4 білий король · a3 біла тура · c3 білий слон · e3 чорний король · h3 білий кінь · b2 білий пішак · e2 чорний пішак · g2 чорний пішак · c1 чорний слон · e1 чорна тура · h1 чорний кінь | a8 білий слон · d7 білий пішак · e7 чорна тура · h7 чорний ферзь · g6 білий ферзь · h5 чорний пішак · c4 білий пішак · d4 біла тура · e4 чорний слон · f4 білий пішак · h4 білий король · a3 біла тура · c3 білий слон · e3 чорний король · h3 білий кінь · b2 білий пішак · e2 чорний пішак · g2 чорний пішак · c1 чорний слон · e1 чорна тура · h1 чорний кінь | 3 |
| 2 | a8 білий слон · d7 білий пішак · e7 чорна тура · h7 чорний ферзь · g6 білий ферзь · h5 чорний пішак · c4 білий пішак · d4 біла тура · e4 чорний слон · f4 білий пішак · h4 білий король · a3 біла тура · c3 білий слон · e3 чорний король · h3 білий кінь · b2 білий пішак · e2 чорний пішак · g2 чорний пішак · c1 чорний слон · e1 чорна тура · h1 чорний кінь | a8 білий слон · d7 білий пішак · e7 чорна тура · h7 чорний ферзь · g6 білий ферзь · h5 чорний пішак · c4 білий пішак · d4 біла тура · e4 чорний слон · f4 білий пішак · h4 білий король · a3 біла тура · c3 білий слон · e3 чорний король · h3 білий кінь · b2 білий пішак · e2 чорний пішак · g2 чорний пішак · c1 чорний слон · e1 чорна тура · h1 чорний кінь | a8 білий слон · d7 білий пішак · e7 чорна тура · h7 чорний ферзь · g6 білий ферзь · h5 чорний пішак · c4 білий пішак · d4 біла тура · e4 чорний слон · f4 білий пішак · h4 білий король · a3 біла тура · c3 білий слон · e3 чорний король · h3 білий кінь · b2 білий пішак · e2 чорний пішак · g2 чорний пішак · c1 чорний слон · e1 чорна тура · h1 чорний кінь | a8 білий слон · d7 білий пішак · e7 чорна тура · h7 чорний ферзь · g6 білий ферзь · h5 чорний пішак · c4 білий пішак · d4 біла тура · e4 чорний слон · f4 білий пішак · h4 білий король · a3 біла тура · c3 білий слон · e3 чорний король · h3 білий кінь · b2 білий пішак · e2 чорний пішак · g2 чорний пішак · c1 чорний слон · e1 чорна тура · h1 чорний кінь | a8 білий слон · d7 білий пішак · e7 чорна тура · h7 чорний ферзь · g6 білий ферзь · h5 чорний пішак · c4 білий пішак · d4 біла тура · e4 чорний слон · f4 білий пішак · h4 білий король · a3 біла тура · c3 білий слон · e3 чорний король · h3 білий кінь · b2 білий пішак · e2 чорний пішак · g2 чорний пішак · c1 чорний слон · e1 чорна тура · h1 чорний кінь | a8 білий слон · d7 білий пішак · e7 чорна тура · h7 чорний ферзь · g6 білий ферзь · h5 чорний пішак · c4 білий пішак · d4 біла тура · e4 чорний слон · f4 білий пішак · h4 білий король · a3 біла тура · c3 білий слон · e3 чорний король · h3 білий кінь · b2 білий пішак · e2 чорний пішак · g2 чорний пішак · c1 чорний слон · e1 чорна тура · h1 чорний кінь | a8 білий слон · d7 білий пішак · e7 чорна тура · h7 чорний ферзь · g6 білий ферзь · h5 чорний пішак · c4 білий пішак · d4 біла тура · e4 чорний слон · f4 білий пішак · h4 білий король · a3 біла тура · c3 білий слон · e3 чорний король · h3 білий кінь · b2 білий пішак · e2 чорний пішак · g2 чорний пішак · c1 чорний слон · e1 чорна тура · h1 чорний кінь | a8 білий слон · d7 білий пішак · e7 чорна тура · h7 чорний ферзь · g6 білий ферзь · h5 чорний пішак · c4 білий пішак · d4 біла тура · e4 чорний слон · f4 білий пішак · h4 білий король · a3 біла тура · c3 білий слон · e3 чорний король · h3 білий кінь · b2 білий пішак · e2 чорний пішак · g2 чорний пішак · c1 чорний слон · e1 чорна тура · h1 чорний кінь | 2 |
| 1 | a8 білий слон · d7 білий пішак · e7 чорна тура · h7 чорний ферзь · g6 білий ферзь · h5 чорний пішак · c4 білий пішак · d4 біла тура · e4 чорний слон · f4 білий пішак · h4 білий король · a3 біла тура · c3 білий слон · e3 чорний король · h3 білий кінь · b2 білий пішак · e2 чорний пішак · g2 чорний пішак · c1 чорний слон · e1 чорна тура · h1 чорний кінь | a8 білий слон · d7 білий пішак · e7 чорна тура · h7 чорний ферзь · g6 білий ферзь · h5 чорний пішак · c4 білий пішак · d4 біла тура · e4 чорний слон · f4 білий пішак · h4 білий король · a3 біла тура · c3 білий слон · e3 чорний король · h3 білий кінь · b2 білий пішак · e2 чорний пішак · g2 чорний пішак · c1 чорний слон · e1 чорна тура · h1 чорний кінь | a8 білий слон · d7 білий пішак · e7 чорна тура · h7 чорний ферзь · g6 білий ферзь · h5 чорний пішак · c4 білий пішак · d4 біла тура · e4 чорний слон · f4 білий пішак · h4 білий король · a3 біла тура · c3 білий слон · e3 чорний король · h3 білий кінь · b2 білий пішак · e2 чорний пішак · g2 чорний пішак · c1 чорний слон · e1 чорна тура · h1 чорний кінь | a8 білий слон · d7 білий пішак · e7 чорна тура · h7 чорний ферзь · g6 білий ферзь · h5 чорний пішак · c4 білий пішак · d4 біла тура · e4 чорний слон · f4 білий пішак · h4 білий король · a3 біла тура · c3 білий слон · e3 чорний король · h3 білий кінь · b2 білий пішак · e2 чорний пішак · g2 чорний пішак · c1 чорний слон · e1 чорна тура · h1 чорний кінь | a8 білий слон · d7 білий пішак · e7 чорна тура · h7 чорний ферзь · g6 білий ферзь · h5 чорний пішак · c4 білий пішак · d4 біла тура · e4 чорний слон · f4 білий пішак · h4 білий король · a3 біла тура · c3 білий слон · e3 чорний король · h3 білий кінь · b2 білий пішак · e2 чорний пішак · g2 чорний пішак · c1 чорний слон · e1 чорна тура · h1 чорний кінь | a8 білий слон · d7 білий пішак · e7 чорна тура · h7 чорний ферзь · g6 білий ферзь · h5 чорний пішак · c4 білий пішак · d4 біла тура · e4 чорний слон · f4 білий пішак · h4 білий король · a3 біла тура · c3 білий слон · e3 чорний король · h3 білий кінь · b2 білий пішак · e2 чорний пішак · g2 чорний пішак · c1 чорний слон · e1 чорна тура · h1 чорний кінь | a8 білий слон · d7 білий пішак · e7 чорна тура · h7 чорний ферзь · g6 білий ферзь · h5 чорний пішак · c4 білий пішак · d4 біла тура · e4 чорний слон · f4 білий пішак · h4 білий король · a3 біла тура · c3 білий слон · e3 чорний король · h3 білий кінь · b2 білий пішак · e2 чорний пішак · g2 чорний пішак · c1 чорний слон · e1 чорна тура · h1 чорний кінь | a8 білий слон · d7 білий пішак · e7 чорна тура · h7 чорний ферзь · g6 білий ферзь · h5 чорний пішак · c4 білий пішак · d4 біла тура · e4 чорний слон · f4 білий пішак · h4 білий король · a3 біла тура · c3 білий слон · e3 чорний король · h3 білий кінь · b2 білий пішак · e2 чорний пішак · g2 чорний пішак · c1 чорний слон · e1 чорна тура · h1 чорний кінь | 1 |
|   | a | b | c | d | e | f | g | h |   |

FEN: B7/3Pr2q/6Q1/7p/2PRbP1K/R1B1k2N/1P2p1p1/2b1r2n

1. Rd6? (A) ~  2. Bd2#

    1. ... Bd3 (a)    2. Rxd3 # (B), 1. ... Bd5!

1. Rd3+? (B)

    1. ... Bxd3 (a)    2. Qb6 # (C), 1. ... Kxd3!

1. Qb6! (C) ~ 2. Bd2#

    1. ... Bd3 (a)    2. Rd6 # (A)
У трьох фазах пройшло по циклу чергування функцій (вступний хід — матуючий хід) трьох ходів білих фігур, тури і ферзя на один і той же захист чорного слона 1. ... Bd3. 